# Chaetona cruenta
Chaetona cruenta là một loài ruồi trong họ Tachinidae.